# شتیتی
شتیتی (به چکی: Štětí) یک منطقهٔ مسکونی و شهرستان دارای شهرک سابقاً روستا در جمهوری چک است که در ناحیه لیتومیریتسه واقع شده‌است. شتیتی ۸٬۷۷۴ نفر جمعیت دارد.